# Triel-sur-Seine (tổng)
Tổng Triel-sur-Seine tỉnh Yvelines trong vùng Île-de-France của Pháp.

## Phân chia hành chính
Tổng Triel-sur-Seine bao gồm 3 xã:
- Verneuil-sur-Seine: 14 538 dân,
- Triel-sur-Seine: 11 097 dân (thủ phủ của tổng),
- Vernouillet: 9 471 dân.